# 丘蓋區
丘蓋區（西班牙語：Distrito de Chugay），是秘魯的一個區，位於該國西北部拉利伯塔德大區的桑切斯卡里翁省，始建於1943年12月13日，面積416.31平方公里，海拔高度3,371米，2005年人口18,296，人口密度每平方公里44人。